# 児島武彦
兒島 武彦（こじま たけひこ、1888年1月24日 - 没年不詳）は、日本の俳優である。新字体表記児島 武彦、児嶌 武彦とも表記された。本名は程島 三匡（ほどじま みつまさ）。

## 人物・来歴
1888年（明治21年）1月24日、東京府東京市（現在の東京都）に生まれる。
日本大学に進学するも、中途退学している。最初に俳優としてのキャリアを始めたのは、芸術座（1913年 - 1918年）出身の田辺若男（1889年 - 1966年）が設立した「市民座」である。その後、新派の伊村義雄の一座、五月信子（1894年 - 1959年）・高橋義信夫妻が主宰する「近代座」、村田栄子の一座等を転々としている。最初に映画出演をしたのは、国際活映（1919年 - 1925年）の作品で、その後、帰山教正の映画芸術協会（1919年 - 1924年）を経て、1923年（大正12年）9月1日の関東大震災以降に京都に移り、小笠原明峰の小笠原プロダクションに入社している。記録に残るもっとも古い作品は、1924年（大正13年）11月22日に公開された『落葉の唄』（監督小笠原明峰）で、このときすでに児島は満36歳になっていた。
1925年（大正14年）には、古林貞二が前年に設立した社会教育映画研究所の作品であり、内田吐夢の監督作のなかで、現存する最古の作品として知られる『少年美談 清き心』（監督内田吐夢）に出演している。同社は、同年6月に牧野省三が設立したマキノ・プロダクションと配給提携をしており、児島は、同プロダクションに入社後も、1926年（大正15年）10月29日にマキノが配給して公開された社会教育映画研究所製作の作品『平和の勇士』（監督曾根純三）に出演している。同社では、時代劇・現代劇いずれにも出演し、なかでも同年11月7日からシリーズの始まった『鳴門秘帖』（監督沼田紅緑）では常本鴻山役を演じ、『日本映画俳優全集・男優編』の児島の項を執筆した盛内政志によれば、「風格ある演技を見せた」という。
1929年（昭和4年）7月25日、牧野省三が亡くなり、同年9月にマキノ正博を核とした新体制が発表になると、児島は、嵐冠三郎、荒木忍、南光明、根岸東一郎、谷崎十郎、阪東三右衛門、市川米十郎、東郷久義、市川幡谷、實川芦雁、桂武男、市川新蔵、津村博、澤田敬之助、河津清三郎、五味國男、川田弘三、柳妻麗三郎、小金井勝、秋田伸一、岡村義夫らとともに「俳優部男優」に名を連ねた。その後、新体制下のマキノ・プロダクションは財政が悪化し、1931年（昭和6年）4月以降、製作が停止する。同年3月13日に公開された『紅蝙蝠』（監督勝見正義）が、記録に残る同社での最後の作品となった。
同社退社後は、同社の監督であった金森萬象が設立した協立映画プロダクションに参加、1932年（昭和7年）に製作された『光を仰ぎて』（監督金森萬象）に出演、1934年（昭和9年）には、太秦発声映画が製作し、同年6月28日に公開されたトーキー『荒木又右衛門 天下の伊賀越』（監督勝見庸太郎）に出演した記録が残っている。当時満46歳、同作以降の出演記録は見られず、以降の消息は不明である。1979年（昭和54年）に発行された『日本映画俳優全集・男優編』では、すでに死去したものとされている。没年不詳。

## フィルモグラフィ

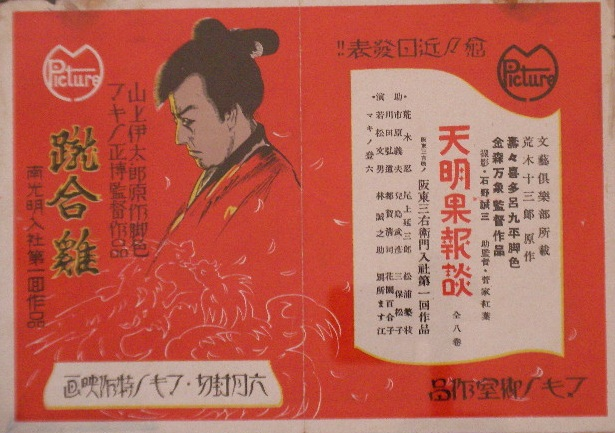
『蹴合鶏』と『天明果報談』（1928年）の公開を予告する当時のチラシ。いずれにも出演したが、右側の『天明果報談』に「兒島武彦」の文字が確認できる。

クレジットは、すべて「出演」である。公開日の右側には役名、および東京国立近代美術館フィルムセンター（NFC）、マツダ映画社所蔵等の上映用プリントの現存状況についても記す。同センター等に所蔵されていないものは、とくに1940年代以前の作品についてはほぼ現存しないフィルムである。資料によってタイトルの異なるものは併記した。

### 小笠原プロダクション
製作は「小笠原プロダクション」、すべてサイレント映画である。
- 『落葉の唄』 : 監督小笠原明峰、原作国本輝堂、脚本水島あやめ、撮影稲見興美、1924年11月22日公開 - 伯父哲造

### マキノプロダクション御室撮影所
特筆以外すべて製作は「マキノプロダクション御室撮影所」、配給は「マキノプロダクション」、すべてサイレント映画である。
- 『少年美談 清き心』 : 監督内田吐夢、原作・脚本古林貞二、撮影永井政次、美術押本七之助、製作社会教育映画研究所、1925年製作・公開 - 役名不明、33分尺で現存（神戸映画資料館所蔵[8] / 衛星劇場放映[9]）
- 『灰色の街』 : 監督高見貞衛、原作・脚本小石栄一、撮影三木稔、1926年7月1日（6月22日[4]）公開 - 社長
- 『緑林異装の快剣士』 : 総指揮マキノ省三、監督橋本佐一呂、原作・脚本山崎純一、撮影田中十三、1926年7月1日（6月30日[4]）公開 - 与力 藤岡泰之助
- 『赭土』 : 監督マキノ省三・人見吉之助、原作・脚本北本黎吉、撮影三木稔、1926年7月30日公開 - 主演
- 『牡丹燈籠』 : 監督沼田紅緑、原作・脚本北本黎吉、撮影田中十三、1926年8月6日（8月5日[4]）公開 - 占者白翁堂勇尉
- 『仇討商売 前篇』 : 総指揮マキノ省三、監督曾根純三、原作・脚本椎名良太（曾根純三）、撮影石野誠三、1926年8月13日（8月12日[4]）公開
- 『真葛ヶ原女腹切』 : 監督・原作・脚本人見吉之助、撮影三木稔、1926年8月20日（8月19日[4]）公開 - 主演
- 『仇討商売 後篇』 : 総指揮マキノ省三、監督曾根純三、原作・脚本椎名良太（曾根純三）、撮影石野誠三、1926年8月20日公開
- 『赤城山颪』 : 指揮マキノ省三、監督・原作・脚本沼田紅緑、撮影田中十三、1926年8月27日（8月25日[4]）公開
- 『海の人気者』 : 監督水野正平、脚本北本黎吉、撮影石本秀雄、1926年9月3日（9月8日[4]）公開 - 船長[1]
- 『仇討奇譚 勝鬨』（『勝鬨』[4][6]） : 総指揮マキノ省三、監督勝見正義、原作・脚本西条照太郎、撮影石本秀雄、1926年9月24日公開 - 八代外記（欣之助の父外記[6]）、『勝鬨』題・77分尺で現存（NFC所蔵[6]）
- 『バィオレットお伝』 : 総指揮マキノ省三、監督高見貞衛、原作・脚本芝蘇呂門、撮影三木稔、1926年10月8日公開 - お伝養父軍造
- 『勝てば官軍』 : 監督富沢進郎、原作河合広始、脚本芝蘇呂門、撮影松浦茂、1926年10月29日公開
- 『平和の勇士』 : 指揮三島章道、監督曾根純三、原作・脚本山村魏、撮影田中十三、製作社会教育映画研究所、配給マキノプロダクション、1926年10月29日公開
- 『天狗になった話』 : 監督曾根純三、脚本椎名良太（曾根純三）、撮影三木稔、1926年11月7日公開 - 弱い武士
- 『鳴門秘帖 第一篇』 : 指揮マキノ省三、監督沼田紅緑、原作吉川英治、脚色西條照太郎、撮影田中十三、1926年11月7日公開 - 常本鴻山[1]
- 『鳴門秘帖 第二篇』 : 総指揮マキノ省三、監督沼田紅緑、原作吉川英治、脚色西條照太郎、撮影田中十三、1926年11月21日公開 - 常本鴻山[1]
- 『浪人地獄』 : 監督高見貞衛、原作・脚本西条照太郎、撮影三木稔、1926年12月10日（11月26日[4]）公開
- 『影法師捕物帳 前篇』 : 監督二川文太郎、原作・脚本寿々喜多呂九平、撮影松浦しげる（松浦茂）、1926年12月31日公開 - 田沼の臣時沢平吾
- 『喧嘩買兵衛』 : 総監督マキノ荘造（マキノ省三）、監督勝見正義、原作勝見黙笑（勝見庸太郎）、脚本西條照太郎、撮影石本秀雄、製作勝見庸太郎プロダクション、配給マキノプロダクション、1927年1月14日公開 - 前川左門
- 『狼火』 : 指揮マキノ省三、監督金森萬象、原作・脚本山上伊太郎、撮影石野誠三、1927年1月21日公開
- 『獣人』 : 監督鈴木謙作、脚本芝蘇呂門、撮影若宮広三、1927年2月9日公開 - 赭熊の源
- 『鳴門秘帖 第三篇』 : 指揮マキノ省三、監督沼田紅緑、原作吉川英治、脚色西條照太郎、撮影田中十三、1927年2月9日公開 - 常本鴻山[1]
- 『影法師捕物帳 後篇』 : 監督二川文太郎、原作・脚本寿々喜多呂九平、撮影松浦詩華留（松浦茂）、1927年4月1日公開 - 東鬼川兵庫
- 『鳴門秘帖 第四篇』 : 監督城戸品郎、原作吉川英治、脚本西条照太郎、撮影松田定次、1927年5月27日公開 - 常本鴻山[1]
- 『鳴門秘帖 第五篇』 : 監督城戸品郎、原作吉川英治、脚本西条照太郎、撮影松田定次、1927年6月3日公開 - 常本鴻山[1]
- 『青春』 : 総指揮マキノ省三、監督金森萬象、原作・脚本西条照太郎、撮影石野誠三・壇常夫、1927年6月24日公開 - 泰野長者
- 『鳴門秘帖 第六篇』 : 監督城戸品郎、原作吉川英治、脚本西条照太郎、撮影松田定次、1927年7月14日公開 - 常本鴻山[1]
- 『敵討鑓諸共』 : 監督人見吉之助、原作長谷川伸、脚本西条照太郎、撮影松田定次、1927年7月29日公開 - 一倉兵左衛門
- 『闘争曲線』 : 指揮マキノ省三、監督・原作・脚本小石栄一、撮影藤井春美、1927年9月1日公開 - 富豪野村
- 『砂絵呪縛 第一篇』（『砂繪呪縛 第一篇』[5]） : 総指揮マキノ省三、監督金森萬象、原作土師清二、脚本山上伊太郎、撮影石野誠三、1927年9月8日公開 - 天目党首領 間部詮房、第一篇・第二篇が87分尺で現存（マツダ映画社所蔵[13]）
- 『砂絵呪縛 第二篇』（『砂繪呪縛 第二篇』[5]） : 総指揮マキノ省三、監督金森萬象、原作土師清二、脚本山上伊太郎、撮影石野誠三、1927年9月8日公開 - 天目党首領 間部詮房、第一篇・第二篇が87分尺で現存（マツダ映画社所蔵[13]）
- 『鳴門秘帖 最終篇』 : 監督城戸品郎、原作吉川英治、脚本西条照太郎、撮影松田定次、1927年9月15日公開 - 常本鴻山[1]
- 『烏組就縛始末』 : 監督高見貞衛、原作直木三十五、脚本都村健、撮影藤井春美、1927年10月14日公開 - 彦田屋彦太郎（豪商）
- 『文七元結』 : 監督勝見正義、原作・脚本勝見黙笑（勝見庸太郎）、撮影石本秀雄、製作勝見庸太郎プロダクション、配給マキノプロダクション、1927年10月21日公開 - 近江屋宇兵衛
- 『砂絵呪縛 終篇』（『砂絵呪縛 第三篇』[5]） : 監督金森萬象、原作土師清二、脚本山上伊太郎、撮影石野誠三、1927年12月15日公開 - 間部詮房
- 『三日大名』 : 監督・原作押本七之助、脚本曾我正男（曾我正史）、撮影田中十三、1928年1月15日（1月10日[4]）公開
- 『金看板甚九郎異聞 雁の道』（『雁の道』[4]） : 監督勝見正義、原作・脚本西条章太郎（西条照太郎）、撮影石本秀雄、製作勝見庸太郎プロダクション、配給マキノプロダクション、1928年1月24日（1月22日[4]）公開
- 『神州天馬侠 第一篇』 : 監督曾根純三、原作吉川英治、脚本椎名良太（曾根純三）、撮影三木稔・石野誠三、1928年2月3日公開 - 徳川家康
- 『忠魂義烈 実録忠臣蔵』 : 総指揮・監督マキノ省三、監督補秋篠珊次郎（井上金太郎）、脚本山上伊太郎・西条照太郎、撮影田中十三、撮影補藤井春美、1928年3月14日公開 - 大老 柳沢美濃守・萱野の父 七郎左衛門（二役）、78分尺で現存（NFC所蔵[6]） / 65分尺で現存（マツダ映画社所蔵[13]）
- 『べらぼう長屋』[4]（『べらぼう長者』[3]） : 監督勝見正義、原作八田尚之、脚本勝見黙笑（勝見庸太郎）、撮影松浦詩華留（松浦茂）、製作勝見庸太郎プロダクション、配給マキノプロダクション、1928年3月28日公開
- 『裏切る蛩音』（『裏切る足音』[4]） : 監督城戸品郎、原作・脚本西条照太郎、撮影大森伊八・石本秀雄、1928年4月3日公開 - 森磧山（主演）
- 『神州天馬侠 第二篇』 : 監督曾根純三、原作吉川英治、脚本椎名良太（曾根純三）、撮影三木稔・石野誠三、1928年4月27日公開 - 徳川家康
- 『新版大岡政談 前篇』 : 総指揮マキノ省三、監督二川文太郎、原作林不忘、脚本山上伊太郎、撮影松浦しげる（松浦茂）、1928年5月5日公開 - 小野塚鉄斎
- 『新版大岡政談 中篇』 : 総指揮マキノ省三、監督二川文太郎、原作林不忘、脚本山上伊太郎、撮影松浦しげる（松浦茂）、1928年5月18日公開 - 小野塚鉄斎
- 『蹴合鶏』 : 総指揮マキノ省三、監督マキノ正博、原作・脚本山上伊太郎、撮影松浦茂、殺陣マキノ登六、1928年6月29日（6月14日[4]）公開 - 垣見五郎兵衛
- 『天明果報談』 : 監督金森萬象、原作荒木十三郎、脚本寿々喜多呂九平、撮影石野誠三、1928年7月20日公開 - 田倉孫兵衛
- 『神州天馬侠 第三篇』 : 監督吉野二郎、原作吉川英治、脚本・撮影三木稔、1928年7月27日公開 - 徳川家康
- 『傴僂の兄貴』（『傴僂と兄貴』[4]） : 監督稲葉蛟児、原作・脚本物部晋太郎（稲葉蛟児）、撮影木村角山、1928年8月15日（8月13日[4]）公開
- 『神州天馬侠 第四篇』 : 監督吉野二郎、原作吉川英治、脚本三木みのる（三木稔）、撮影野村金吾、1928年9月21日公開 - 徳川家康
- 『鬼神 後篇』 : 監督押本七之助、脚本白浜巽、撮影田邊憲治、1928年10月5日（9月30日[4]）公開
- 『骨肉』 : 監督二川文太郎、脚本都村健、撮影石野誠三、1928年10月26日公開
- 『つづれ烏羽玉 第一篇』 : 監督稲葉蛟児、原作林不忘、脚本物部晋太郎（稲葉蛟児）・松本有義、撮影大塚周一、1928年11月1日公開 - 湯灌場買い 津山閑山
- 『浪人街 第二話 楽屋風呂 第一篇』 : 総指揮マキノ省三、監督マキノ正博、原作・脚本山上伊太郎、撮影三木稔、1929年1月15日公開 - その父、『浪人街 第二話 樂屋風呂』題・73分尺で現存（NFC所蔵[6]）
- 『浪人街 第二話 楽屋風呂 解決篇』 : 総指揮マキノ省三、監督マキノ正博、原作・脚本山上伊太郎、撮影三木稔、1929年2月8日公開 - その父、同上[6]
- 『毛綱』 : 監督吉野二郎、原作山本牧彦、脚本沼夜濤、撮影石野誠三、1929年7月1日公開 - 主演
- 『西南戦争』 : 総指揮マキノ省三、監督中島宝三、原作平山蘆江、脚本藤田潤一、撮影野村金吾、1929年10月4日公開 - 野村忍介
- 『国定忠次の遺児』 : 監督二川文太郎、原作木村錦花、脚本紫乃塚乙馬（二川文太郎）、撮影大塚周一、1929年10月17日公開 - 問跡貫秀
- 『刀を抜いて』 : 監督二川文太郎、原作岡本一平、脚本紫乃塚乙馬（二川文太郎）、撮影大塚周一、1929年10月24日公開 - 沢庵宗彭禅師
- 『荒木又右衛門 全五篇』 : 総指揮・原案マキノ省三、監督マキノ正博・二川文太郎・押本七之助・金森萬象・吉野二郎・中島宝三、原作瀬川與志、撮影石野誠三・大塚周一・田邊憲治・若宮広三・大森伊八、1929年11月1日公開 - 和田勘助
- 『早慶戦時代』 : 監督川浪良太、原作斎藤三郎、脚本八田尚之、撮影石野誠三、1929年11月15日公開 - 早稲田方大隈まがひの書生
- 『大逆倫』 : 監督勝見正義、監督補並木鏡太郎、原作・脚本西条照太郎、撮影松浦茂・大森伊八・田邊憲治・木村角山・石本秀雄、製作勝見庸太郎プロダクション、配給マキノプロダクション、1929年11月22日公開 - 柴田外記
- 『娘義太夫』 : 監督人見吉之助、原作・脚本山下与志衛、撮影若宮広三、1929年11月28日公開 - 木下唯助
- 『巷譚 両国橋』 : 監督中島宝三、原作・脚本藤田潤一、撮影山本九一郎、1930年1月10日公開 - 百姓茂兵衛
- 『日本巌窟王 前篇』 : 監督・脚本中島宝三、原作前田曙山、撮影野村金吾、1930年3月14日公開 - 森田屋三左衛門
- 『日本巌窟王 後篇』 : 監督・脚本中島宝三、原作前田曙山、撮影野村金吾、1930年4月4日公開 - 森田屋三左衛門
- 『吹雪の一夜』 : 監督稲葉蛟児、原作・脚本高橋黎二、撮影木村角山、1930年4月10日（2月15日[4]）公開
- 『常陸丸』 : 監督・原作・脚本阪田重則、撮影若宮広三、1930年5月1日公開
- 『吉原百人斬』 : 総指揮マキノ正博、監督・脚本中島宝三、原作石崎彦一、撮影若宮広三、1930年6月6日公開 - 佐野治郎吉
- 『スヰートピー』 : 監督人見吉之助、原作・脚本八田尚之、撮影下村健二、1930年8月22日（8月15日[4]）公開 - 銀行頭取 相良
- 『侠骨日記』 : 監督・原作・脚本三上良二、撮影野村金吾、1930年10月17日（9月13日[4]）公開
- 『感情を遊ぶ女』 : 監督人見吉之助、原作・脚本石川孝臣、撮影下村健二、1930年11月7日（11月1日[4]）公開
- 『中山七里』 : 監督・脚本並木鏡太郎、原作長谷川伸、撮影吉田俊作、1930年11月21日公開 - 餌差し屋主人、55分尺で現存（マツダ映画社所蔵[13]）
- 『快男子』 : 監督柏木一雄、原作・脚本藤田潤一、撮影野村金吾、1930年12月19日（1931年1月15日[4]）公開
- 『処女爪占師』 : 監督吉野二郎、原作吉川英治、脚本日夏英太郎、撮影石野誠三、1931年2月13日公開 - 土井大炊頭
- 『血ろくろ伝記 前篇』 : 監督金森萬象、原作土師清二、脚本仁礼槐太郎、撮影田邊憲治、1931年3月6日公開 - 阿波屋徳左衛門、『血ろくろ傳奇』題・65分尺で現存（NFC所蔵[6]）
- 『紅蝙蝠』 : 監督勝見正義、原作長谷川伸、脚本日夏英太郎、撮影大塚周一、1931年3月13日公開 - 新藤五左衛門

### 協立映画プロダクション
すべてサイレント映画である。
- 『光を仰ぎて』 : 監督金森萬象、原作蓮沼門三、脚本新教育社映画部、撮影松浦茂、現像若宮広三、1932年製作・公開 - 糸子の父、15分尺で現存（NFC所蔵[6]）

### 太秦発声映画
トーキーである。
- 『荒木又右衛門 天下の伊賀越』 : 総指揮池永浩久、監督勝見庸太郎、原作・脚本山上伊太郎、撮影円谷英二・河崎喜久三、編集石野誠三、1934年6月28日公開 - 青山伯耆守